# Tiêu Triều Quý
Tiêu Triều Quý, là Tây vương của Thái Bình Thiên Quốc trong lịch sử Trung Quốc. Ông tham gia khởi nghĩa ở Kim Điền-Quảng Tây năm 1847-1848 trong bối cảnh 2 tỉnh Lưỡng Quảng bị giặc đói cùng với nhóm đồng hương bạn học là Hồng Tú Toàn, Dương Tú Thanh, Thạch Đạt Khai và Phùng Vân Sơn. Khi Thái Bình Thiên Quốc được thành lập ông được phong là Hữu Bật Hựu Chính Quân sư Tây vương, đứng ngang hàng với ba vị vương khác trong Thái Bình Thiên Quốc. Trong một lần đi công thành của quân Thanh, ông đã đứng lên phất lá cờ Thái Bình Thiên Quốc để cổ vũ sĩ khí quân đội và bị trúng đại pháo quân Thanh, bị thương nặng ông đã được đưa về và cấp cứu xong vẫn không qua khỏi và qua đời, sau cái chết của Nam vương Phùng Vân Sơn thì cái chết của ông là cái chết rất đáng tiếc thứ hai. Ông từng được Hồng Tú Toàn hứa gả em gái mình là Hồng Tuyên Kiều cho xong ông đã sớm hi sinh, ông được hỏa táng dưới sự tiễn đưa thương tiếc của tướng sĩ Thái Bình Thiên Quốc.